# 진주 남악서원
진주 남악서원(晉州 南岳書院)은 대한민국 경상남도 진주시 금곡면에 있는 일제강점기의 서원이다.
1983년 7월 20일 경상남도의 문화재자료 제12호 남악서원으로 지정되었다가, 2018년 12월 20일 현재의 명칭으로 변경되었다.

## 개요
김유신·최치원의 영정과 홍유후·문창후의 위패를 모시고 있는 서원이다. 680년경에 지었고 1919년 지방유림들이 다시 지었으며, 경주 서악서원의 이름을 본따 남악서원이라고 이름지었다.
경내에는 사당, 서원 2동의 재, 솟을대문이 있다. 사당은 앞면 3칸·옆면 1칸의 규모이며 지붕은 옆면에서 볼 때 여덟 팔(八)자 모양인 팔작지붕이다. 서원은 앞면 4칸·옆면 2칸 규모에 지붕은 팔작지붕이고, 대청이 없이 툇마루가 확장되어 대청의 기능을 한다. 서원 좌우에 마주보고 있는 재는 각각 앞면 4칸·옆면 2칸 규모이다.
남악서원의 역사적 의의는 김유신의 내력이 전해오고 있다는 점과 한국의 여러 위인들이 사당에 함께 모셔져 있다는 점에서 비교적 유래가 깊은 서원이다.

## 현지 안내문
이 곳은 신라의 김유신 장군이 삼국통일을 완수하기 위해 전략상 중요한 지역을 찾아다니다가 이곳 금산 아래에서 진을 치고 휴식하던 중에 꿈결에 신령이 나타나 삼국통일을 이룰 수 있는 가르침을 받았다고 전해지는 곳이다. 1919년에 이 지방의 유림에서 신라의 삼국통일을 기념하기 위해 서원을 세우고 경주 서악서원이 이름을 본 따 남악서원이라 하였다. 정면 3칸, 측면 1칸의 팔작지붕 기와집 형태의 사당에는 김유신 장군, 홍유후 설총, 문창후 최치원 세분의 영정을 봉안하고 있다. 사당 앞에는 정면 4칸, 측면 2칸의 팔작지붕 기와집 형태의 강당이 있다. 이 강당의 특이한 점은 대청이 없는 대신 전면의 툇마루를 확장하여 대청의 기능을 갖도록 한 것이다.

## 참고 자료
- 남악서원 - 국가유산청 국가유산포털
- 남악서원(南岳書院) - 한국서원연합회